# Инзимахи
Инзимахи (дарг. Инзимахьи) — село в Акушинском районе Дагестана. Входит в состав Акушинского сельсовета.

## Этимология
Название села состоит из двух даргинских слов: Инзи — «к роднику» и Махьи «хутор, отсёлок».

## География
Село находится на правом берегу реки Акуша, на расстоянии 1 км к юго-востоку от села Акуша, административного центра района.

## Население
| 1926 | 1939 | 1970 | 1989 | 2002  | 2010  | 2021  |
| ---- | ---- | ---- | ---- | ----- | ----- | ----- |
| 145  | ↗157 | ↗250 | ↗531 | ↗1177 | ↗1383 | ↗1556 |